# Marek Łuszczkiewicz
Marek Łuszczkiewicz (ur. 25 kwietnia 1873 w Krakowie, zm. 16 maja 1932 we Frydrychowicach) – ziemianin, polityk ludowy i poseł do austriackiej Rady Państwa.

## Życiorys
Ukończył szkołę średnią w Samborze (1891) i studium rolnicze na Uniwersytecie Jagiellońskim (1896). Był właścicielem dóbr Frydrychowice w pow. wadowickim. Wiceprezes (1904-1905) i prezes (1906-1910) i członek (1911-1913) wydziału okręgowego w Wadowicach Tow. Rolniczego w Krakowie. Prezes wydziału Pow. Kasy Oszczędności w Wadowicach (1907-1913).
Członek Rady Powiatowej (1907-1914) i prezes Wydziału Powiatowego (1907-1913) w Wadowicach. Poseł do austriackiej Rady Państwa XI kadencji (17 lutego 1907 – 30 marca 1911) wybrany w okręgu wyborczym nr 37 (Wadowice-Skawina). Członek delegacji dla spraw wspólnych z ramienia Izby Poselskiej na XLII sesję (20 grudnia 1907 – 12 marca 1908). W parlamencie pracował w komisji gospodarstwa krajowego i budżetowej, Członek grupy posłów Polskiego Centrum Ludowego skupionych wokół Stanisława Stojałowskiego oraz członek Koła Polskiego w Wiedniu, W październiku 1907 przeszedł do koła posłów Polskiego Stronnictwa Ludowego. Od 1907 członek Polskiego Stronnictwa Ludowego, członek jego Rady Naczelnej (1907-1911).
W okresie I wojny światowej wycofał się z życia publicznego, zajął się gospodarowaniem we Frydrychowicach, gdzie prowadził wzorowe gospodarstwo. rolne i hodowlę ryb.

## Życie osobiste
Syn ziemianina i inżyniera architekta Antoniego i Zofii z Żelazowskich, był bratankiem Władysława. Żonaty z Julią z Maternowskich, mieli córkę Barbarę. Pochowany na cmentarzu Rakowickim w Krakowie.